# Río Edisto

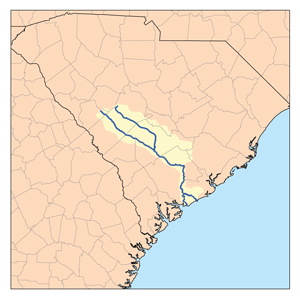
Cuenca del río Edisto.

El río Edisto es un río de aguas negras. Es el más largo sin obstrucciones de América del Norte. Fluye durante 331 kilómetros sepenteantes desde su nacimiento en los condados de Edgefield y Saluda, hasta desembocar en el océano Atlántico en Edisto Beach, Carolina del Sur.
Nace de la unión de sus dos fuentes, el ramal o bifurcación Norte y la bifurcación Sur, de los manantiales en la región Centro-Oeste de Carolina del Sur, justo al sur de la línea de la caída del Piamonte.
Es el sistema fluvial más largo y más grande que discurre íntegramente en Carolina del Sur. Su nombre proviene de la subtribu edisto de los indios cusabo.
- Datos: Q5338455
- Multimedia: Edisto River / Q5338455